# FC Apollo 74 Gellik
FC Apollo 74 Gellik was een Belgische voetbalclub uit Gellik. De club was aangesloten bij de KBVB met stamnummer 8416 en had rood en wit als clubkleuren.

## Geschiedenis
De club sloot zich in 1976 aan bij de Belgische Voetbalbond en ging er van start in de laagste provinciale reeksen.
Apollo Gellik bleef de volgende jaren in de provinciale reeksen spelen. In het begin van de 21ste eeuw kende de club een wisselvallig periode. Dankzij een titel in Tweede Provinciale in 2002 promoveerde men naar het hoogste provinciale niveau, Eerste Provinciale. Een paar jaar later degradeerde men echter terug naar Tweede Provinciale en de club zakte zelfs verder weg naar Derde Provinciale. Een titel in Derde Provinciale in 2008 zorgde uiteindelijk voor de terugkeer in Tweede Provinciale.
In 2012 werd FC Apollo 74 Gellik ook in Tweede Provinciale weer kampioen en zo promoveerde men terug naar Eerste Provinciale, waar men zich de volgende seizoenen kon handhaven.
Op 19 maart 2015 werd bekendgemaakt dat de club zou ophouden te bestaan op het einde van dat seizoen bij gebrek aan voldoende vrijwilligers.

## Resultaten
| Seizoen | Klasse | Klasse | Klasse | Klasse | Klasse | Klasse | Klasse | Klasse | Reeks                                     | Punten                                    | Opmerkingen                               |
|         | I      | II     | III    | IV     | P.I    | P.II   | P.III  | P.IV   | Vanaf 1952/53 zijn er 4 nationale niveaus | Vanaf 1952/53 zijn er 4 nationale niveaus | Vanaf 1952/53 zijn er 4 nationale niveaus |
| ------- | ------ | ------ | ------ | ------ | ------ | ------ | ------ | ------ | ----------------------------------------- | ----------------------------------------- | ----------------------------------------- |
| 2004/05 |        |        |        |        | 13     |        |        |        | Eerste Prov. Limb.                        | 29                                        |                                           |
| 2005/06 |        |        |        |        |        | 15     |        |        | Tweede Prov. Limb. B                      | 29                                        |                                           |
| 2006/07 |        |        |        |        |        |        | 2      |        | Derde provinciale Limburg D               | 56                                        |                                           |
| 2007/08 |        |        |        |        |        |        | 1      |        | Derde provinciale Limburg D               | 71                                        |                                           |
| 2008/09 |        |        |        |        |        | 10     |        |        | Tweede Prov. Limb. B                      | 37                                        |                                           |
| 2009/10 |        |        |        |        |        | 6      |        |        | Tweede Prov. Limb. B                      | 49                                        |                                           |
| 2010/11 |        |        |        |        |        | 9      |        |        | Tweede Prov. Limb. B                      | 41                                        |                                           |
| 2011/12 |        |        |        |        |        | 1      |        |        | Tweede Prov. Limb. A                      | 59                                        | Kampioen                                  |
| 2012/13 |        |        |        |        | 11     |        |        |        | Eerste Prov. Limb.                        | 35                                        |                                           |
| 2013/14 |        |        |        |        | 2      |        |        |        | Eerste Prov. Limb.                        | 59                                        |                                           |
| 2014/15 |        |        |        |        | 10     |        |        |        | Eerste Prov. Limb.                        | 38                                        |                                           |

## Bekende spelers
- Guido Brepoels